# Plecia livida
Penthetria brevipennis, Penthetria livida, Plecia brevipennis, Plecia brevithoracis, Plecia cerestensis, Plecia constricta, Plecia flichei, Plecia fusciventris, Plecia goreti, Plecia maculitarsis, Plecia maculiventris, Protomyia livida, Protomyia brevipennis
Espèce
Synonymes
- †Penthetria livida Heer, 1849
- †Protomyia livida Heer, 1849
- †Penthetria brevipennis Heer 1856
- †Plecia brevipennis Heer 1856
- †Plecia brevithoracis Théobald 1937
- †Plecia cerestensis Théobald 1937
- †Plecia constricta Théobald 1937
- †Plecia flichei Théobald 1937
- †Plecia fusciventris Théobald 1937
- †Plecia goreti Théobald 1937
- †Plecia maculitarsis Théobald 1937
- †Plecia maculiventris Théobald 1937
- †Protomyia brevipennis Heer 1856

Plecia livida est une espèce fossile de mouche ou diptère de la famille des Bibionidae et du genre Plecia.

## Classification

### Descriptions initiales
En 1849 l'espèce Protomyia livida est décrite par le naturaliste suisse Oswald Heer (1809-1883),. 
En 1856 l'espèce Protomyia brevipennis est décrite par Oswald Heer.
En 1937 les huit espèces Plecia constricta, Plecia flichei, Plecia fusciventris, Plecia goreti, Plecia brevithoracis, Plecia cerestensis, Plecia maculitarsis, Plecia maculiventris sont décrites par le paléontologue français Nicolas Théobald (1903-1981),. 

### Citations
En 1856 l'espèce Protomyia livida est citée par les entomologistes allemands Christian  Giebel (d) et par Oswald Heer,.

### Renommage
En 1907 l'entomologiste autrichien Anton Handlirsch renomme l'espèce Protomyia livida en Penthetria livida.
En 1937 Nicolas Théobald renomme les deux espèces Protomyia livida (ou Penthetria livida) en Plecia livida et Protomyia brevipennis en Plecia brevipennis en même temps qu'il décrit huit autres espèces de Plecia.
En 1994 Neal Evenhuis renomme l'espèce Protomyia livida (ou Plecia livida) en Penthetria livida ainsi que Plecia brevipennis en Penthetria brevipennis.
En 2017 John Skartveit et André Nel renomme Protomyia livida (ou Penthetria livida) en Plecia livida, en même temps que les neuf espèces sont déclarées synonymes, Plecia constricta, Plecia flichei, Plecia fusciventris, Plecia goreti, Plecia brevithoracis, Plecia cerestensis, Plecia maculitaris, Plecia breviopennis, Plecia maculiventris,

### Fossiles
Selon Paleobiology Database en 2023, quinze collections comprenant trente-deux fossiles sont référencées, toutes de l'Oligocène (Rupélien et Chattien) de France. Ces collections viennent de Céreste, de Bois d'Asson (sur la commune de Saint-Maime), de Barbeiras (lieu-dit de Céreste), collection Goret au MNHNP, du PNR du Luberon, de l'École nationale des eaux et forêts de Nancy, Chadrat, lieu-dit sur la commune de Saint-Saturnin (Auvergne) collection de l'université Claude Bernard de Lyon, Aix-en-Provence collections de l'institut géologique de Montpellier, de Nancy et de Lyon, ainsi que du Muséum d'histoire naturelle de Marseille et Vitrolles.

### Étymologie
L'épithète spécifique goreti est un hommage au collecteur d'échantillons, un jeune officier forestier, monsieur Goret.
L'épithète spécifique flichei est un hommage à Paul Fliche (1836-1908) de l'École nationale des eaux et forêts de Nancy, qui a permis la collecte de nombreux échantillons fossiles pour l'exposition universelle de 1878.
L'épithète spécifique cerestensis est pour signaler que le lieu type est Céreste dans les Alpes-de-Haute-Provence.
Les épithètes spécifiques latines brevithoracis, constricta, fusciventris, livida, maculiventris, maculitarsis, brevipennis signifient respectivement « à poitrine courte, resserrée, à ventre brun, contusionnée, à ventre tacheté, à taches tarsiennes, à poils courts ».

## Description

### Caractères
Diagnose de Nicolas Théobald en 1937, :
Plecia goreti

« Insecte ayant la tête et le thorax noirs, l'abdomen brunâtre, les ailes légèrement jaunâtres. Tête arrondie, deux yeux non contigus, antennes plus courtes que la tête, articles courts et homonomes. Thorax ovale, non renflé, scutellum court, arrondi à l'arrière. Abdomen allongé, fusiforme, sept segments, le dernier montrant deux lamelles aplaties faisant partie de l'appareil génital ♀. Pattes moyennes, tibia I avec un éperon, tibias II avec deux éperons. ».

### Dimensions
La longueur totale est de 7,75 mm ; la tête a une longueur de 0,75 mm ; le thorax a une longueur de 2 mm ; l'abdomen a une longueur de 5,5 mm ; les ailes ont une longueur de 6,25 mm.

### Affinités
Pour P. goreti : 

« Cette espèce de Plecia se rapproche de P. livida Heer par la taille et la forme du corps ; mais elle s'en distingue par les ailes de coloration jaunâtre. C'est une des formes les plus fréquentes à Céreste : treize exemplaires. ».

## Galerie
- Fossiles de Plecia livida et brevipennis Heer selon N. Th. 1937
- P. livida.
- P. brevipennis.

- Schémas de Plecia livida et brevipennis Heer selon N. Th. 1937
- P. brevipennis.
- P. livida.
- P. livida mâle ♂.
- P. livida femelle ♀.

- Synonymes selon N. Théobald en 1937 : de P. brevithoracis à P. constricta.
- P. brevithoracis femelle.
- P. brevithoracis mâle.
- P. cerestensis.
- P. constricta.
- P. constricta mâle ♂.

- Synonymes selon N. Théobald en 1937 : de P. flichei à P. maculiventris.
- P. flichei.
- P. fusciventris.
- P. goreti.
- P. maculitarsis.
- P. maculiventris.

- Espèces vivantes du genre Plecia.
- Plecia heteroptera.
- Plecia imperialis.
- Plecia nearctica.
- Plecia nearctica.
- Plecia ruficollis.
- Plecia ruficollis.

### Articles
1. [2017] (en) John Skartveit et André Nel, « Revision of fossil Bibionidae (Insecta: Diptera) from French Oligocene deposits », Zootaxa, Magnolia Press (d), vol. 4225, no 1,‎ 23 janvier 2017, p. 1–83 (ISSN 1175-5334 et 1175-5326, OCLC 49030618, PMID 28187637, DOI 10.11646/ZOOTAXA.4225.1.1). .
2. [2021] (en) John Skartveit et S. Wedmann, « A revision of fossil Bibionidae (Insecta: Diptera) from the Oligocene of Germany », Zootaxa, vol. 4909,‎ 2021, p. 1-77 (DOI 10.11646/zootaxa.4909.1.1).
3. [1937] Nicolas Théobald, « Les insectes fossiles des terrains oligocènes de France 473 p., 17 fig., 7 cartes,13 tables, 29 planches hors texte », Bulletin Mensuel de la Société des Sciences de Nancy et Mémoires de la Société des sciences de Nancy, Imprimerie G. Thomas,‎ 1937, p. 1-473 (ISSN 1155-1119 et 2263-6439, OCLC 786027547). .
4. [1856] (de) Christian Gottfried Giebel, Die Insecten und Spinnen der Vorwelt mit steter Berücksichtigung der lebenden Insekten und Spinnen, vol. 2, coll. « Die Fauna der Vorwelt », 1856, 1-511 p.
5. [1856] (de) Oswald Heer, Ueber die fossilen Insekten von Aix in der Provence. Vierteljahrsschrift der Naturforschenden Gesellschaft in Zürich, vol. 1, 1856, 1-40 p.
6. [1907] (de) Anton Handlirsch, Die Fossilen Insekten und die Phylogenie der Rezenten Formen, parts V-VII. Ein Handbuch fur Palaontologen und Zoologen, coll. « Issued in three parts: p. 641-800, pls. 37-45 (February 1907); p. 801-960, pls. 46-51 (June 1907); p. 961-1120 (November 1907). », 1907, 641-1120 p.
7. [1994] (en) N. L. Evenhuis, Catalogue of the Fossil Flies of the World (Insecta: Diptera), 1994, 1-600 p.

### Publication originale
- [1849] (de) Oswald Heer, Die Insektenfauna der Tertiärgebilde von Oeningen und von Radoboj in Croatien. Zweiter Theil: Henschrecken, Florfliegen, Aderflügler, Schmetterlinge und Fliegen, 1849, 1-264 p.